# 152227 Argoli
152227 Argoli este un asteroid din centura principală de asteroizi.

## Descriere
152227 Argoli este un asteroid din centura principală de asteroizi. A fost descoperit pe 24 septembrie 2005 la Vallemare Borbona de Vincenzo Silvano Casulli. Asteroidul prezintă o orbită caracterizată de o semiaxă mare de 2,66 ua, o excentricitate de 0,12 și o înclinație de 5,5° în raport cu ecliptica.